# إلانا هيل
إلانا هيل (بالإنجليزية: Elana Hill)‏ هي مجدفة زيمبابوية، ولدت في 28 مايو 1988 في هراري في زيمبابوي.

## وصلات خارجية
- إلانا هيل على موقع الاتحاد الدولي للتجديف (الإنجليزية)
- إلانا هيل على موقع اللجنة الأولمبية الدولية (الإنجليزية)
- إلانا هيل على موقع أوليمبيديا (الإنجليزية)